# Вілсон Едуарду
Вілсон Едуарду (порт. Wilson Eduardo, нар. 8 липня 1990, Массарелуш) — португальський і ангольський футболіст, нападник турецького «Аланіяспор» і національної збірної Анголи.
Виступав за молодіжну збірну Португалії.

## Клубна кар'єра
Вихованець молодіжних команд клубу «Спортінг». 2009 року був орендований нижчоліговою командою «Массама», в якій й дебютував у дорослому футболі. 
Протягом 2010-2013 років також на умовах оренди пограв за «Портімоненсі», «Бейра-Мар», «Ольяненсі» та «Академіку» (Коїмбра). У кожній з цих команд регулярно виходив на поле, хоча й не відрізнявся високою результативністю.
2013 року учергове повернувся з оренди до «Спортінга», де отримав шанс закріпитися у складі лісабонської команди. Протягом сезону провів 20 ігор і забив 3 голи, проте не переконав тренерський штаб команди у свої конкурентоспроможності у боротьбі за місце в команді. Тож залишок контракту зі «Спортінгом» провів знову в орендах — другу половину 2014 року грав у Хорватії за «Динамо» (Загреб), а першу половину 2015 — у Нідерландах у складі «АДО Ден Гаг».
Влітку 2015 на правах вільного агента став гравцем «Браги», кольори якої захищав протягом наступних п'яти сезонів.
16 липня 2020 року уклав дворічний контракт з еміратським «Аль-Айном».

## Виступи за збірні
У 2009-2012 роках залучався до складу молодіжної збірної Португалії. На молодіжному рівні зіграв у 15 офіційних матчах, забив 6 голів.
На початку 2019 року прийняв пропозицію захищати на рівні національних збірних кольори своєї історичної батьківщини, Анголи, і 22 березня дебютував в офіційних матчах у складі збірної цієї країни.
Того ж року був учасником Кубка африканських націй 2019 в Єгипті, де взяв участь у всіх трьох матчах групового етапу, який ангольцям подолати не вдалося.

## Титули і досягнення
- Володар Кубка Португалії (1):

«Брага»: 2015–16
- Володар Кубка португальської ліги (1):

«Брага»: 2019–20